# Заря (Лобановский сельский округ)
Заря (каз. Заря) — село в Айыртауском районе Северо-Казахстанской области Казахстана. Входит в состав Лобановского сельского округа. Код КАТО — 593248400.

## География
Расположено около озера Белое.

## Население
В 1999 году население села составляло 300 человек (147 мужчин и 153 женщины). По данным переписи 2009 года, в селе проживало 236 человек (115 мужчин и 121 женщина).